# Otto von Friesen
Otto von Friesen (11 mai 1870 à Kulltorp - 10 septembre 1942) est linguiste, runologue et professeur de langue suédoise à l'Université d'Uppsala de 1906 à 1935. Il est également membre de l'Académie suédoise de 1929 à 1942, occupant le fauteuil 9.

## Biographie

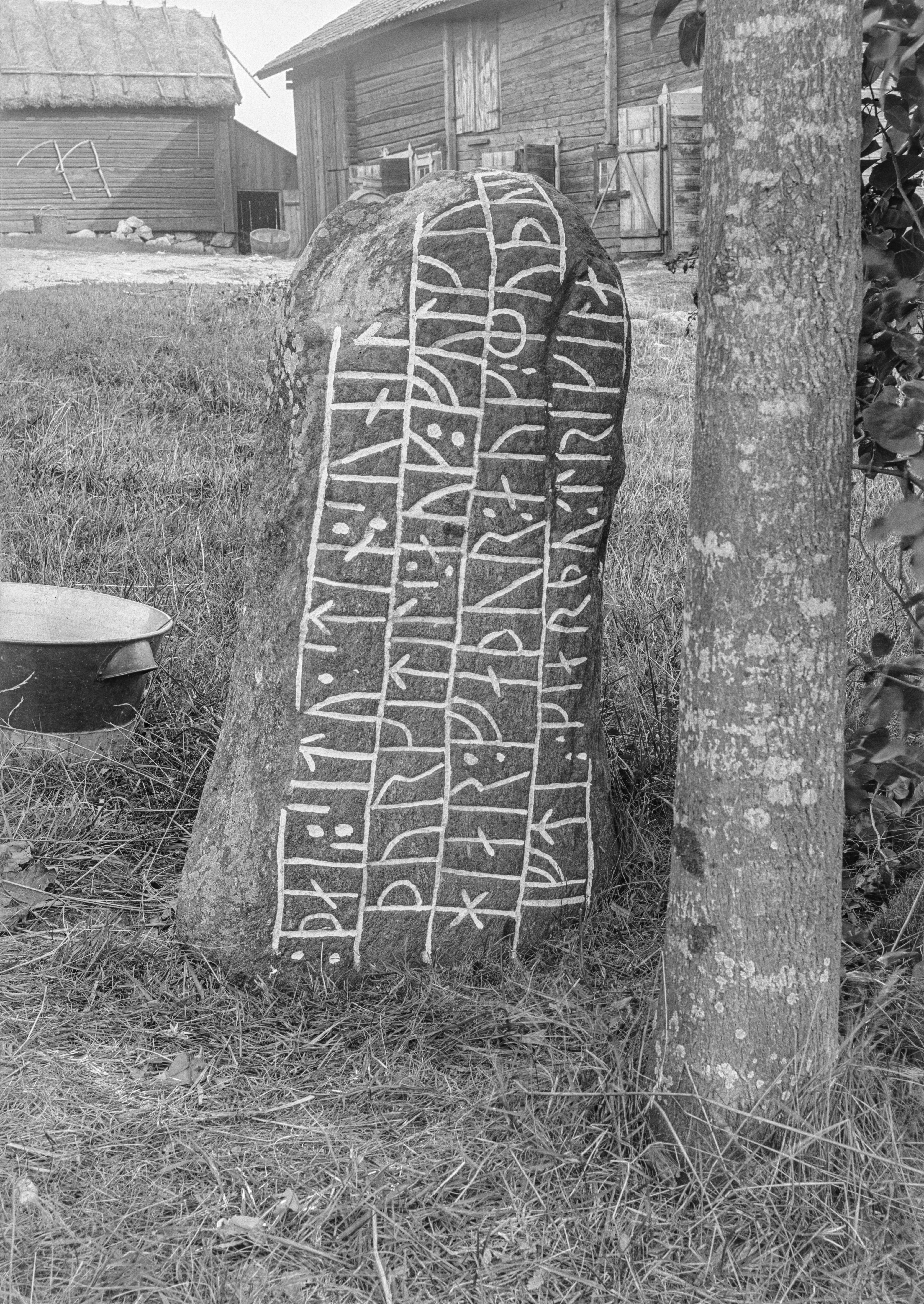
Photographie par Friesen de la pierre runique Sö 113, l'une des nombreuses qu'il possède et qu'il photographie.

Friesen commence à enseigner les langues nordiques à l'Université d'Uppsala en 1897 et y termine sa thèse en 1898. Il devient professeur de suédois en 1906.
Il publie les ouvrages Om de germanska mediageminatorna (1897), Till den nordiska språkhistorien (1901 et 1906), ainsi que Om runkriftens härkomst (1904–06), Vår äldsta handskrift på fornsvänska (1906) et "Kylverstenen" (in Antiqv. tidskrift, vol. XVIII).